# Jean Fernandez
Jean Fernandez (ur. 8 października 1954 w Mustaghanim) – francuski trener i piłkarz. Obecnie jest trenerem Montpellier HSC. Wcześniej prowadził m.in. FC Metz, Olympique Marsylię, AJ Auxerre i AS Nancy.
Fernandez reprezentował Francję na letnich Igrzyskach Olimpijskich w 1976 roku.